# Archontophoenix cunninghamiana
Archontophoenix cunninghamiana là loài thực vật có hoa thuộc họ Arecaceae. Loài này được (H.Wendl.) H.Wendl. & Drude mô tả khoa học đầu tiên năm 1875.

## Hình ảnh

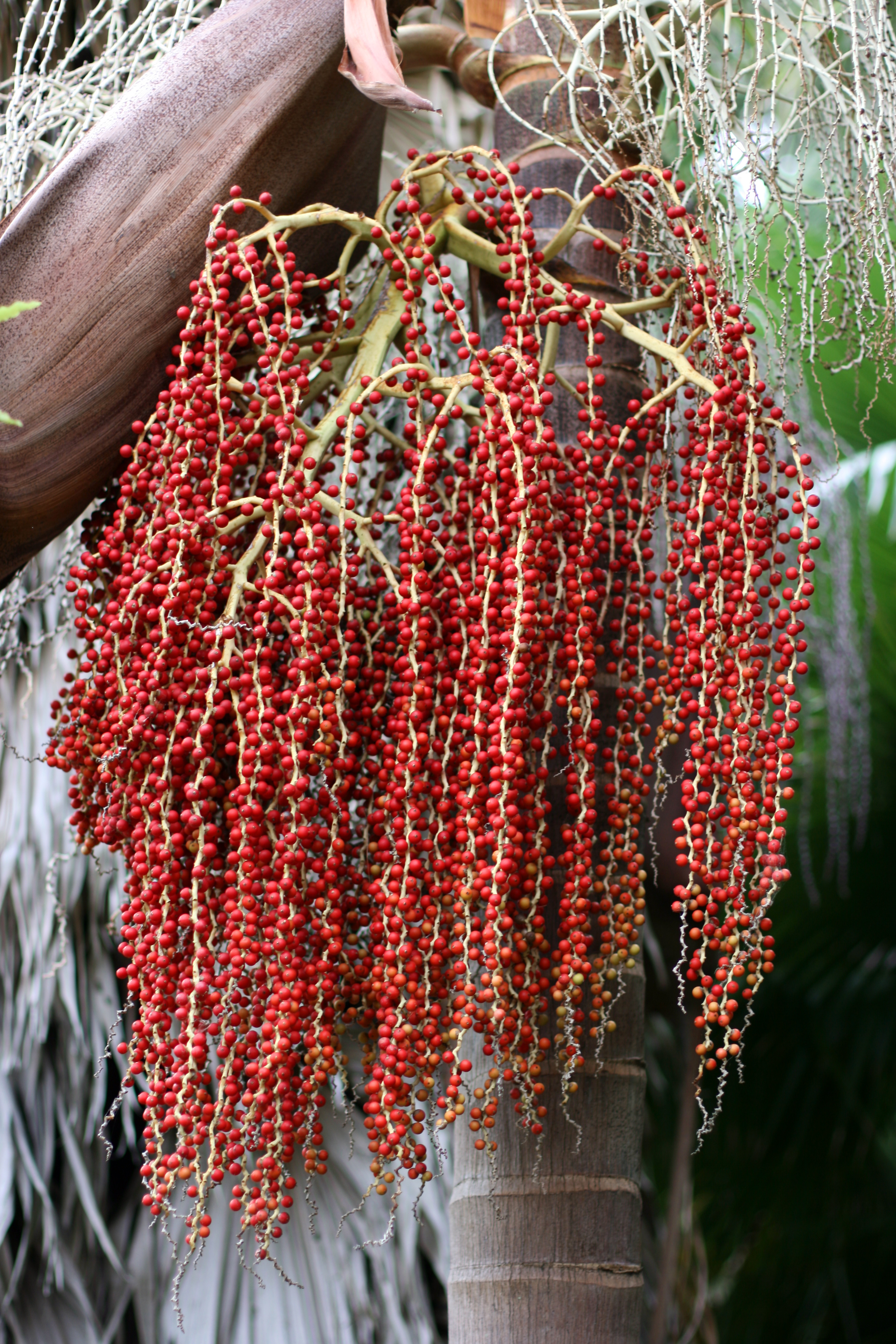
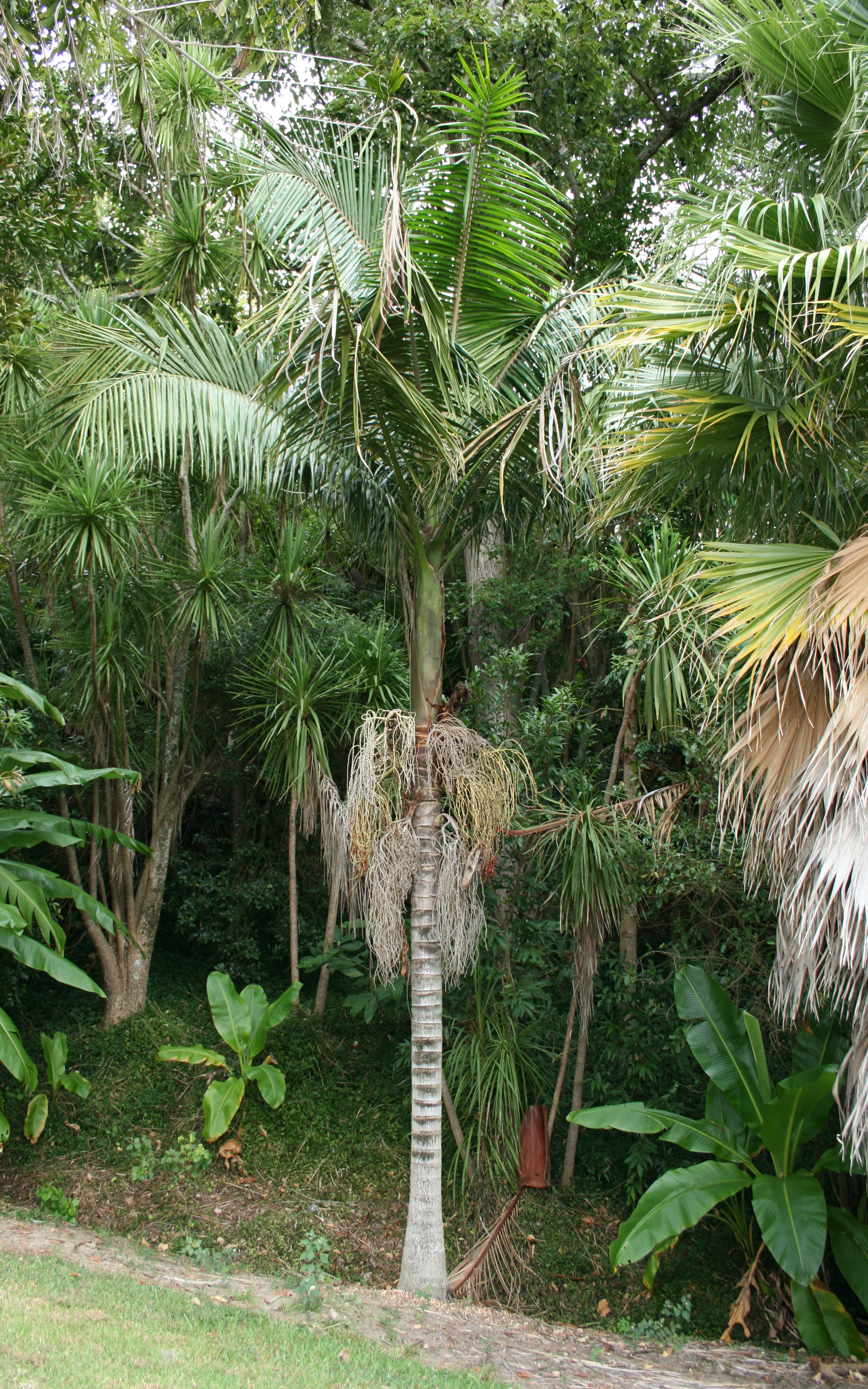
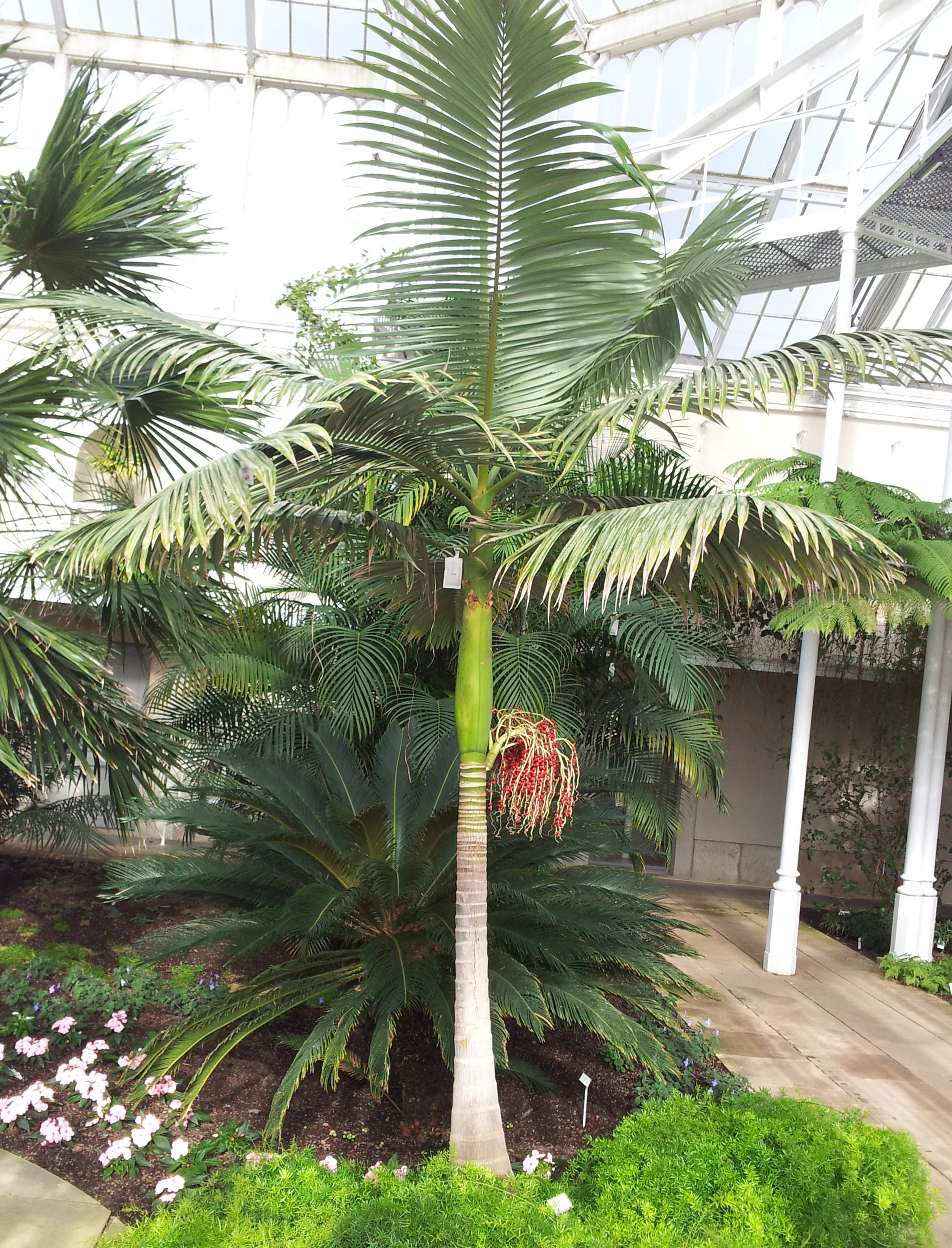
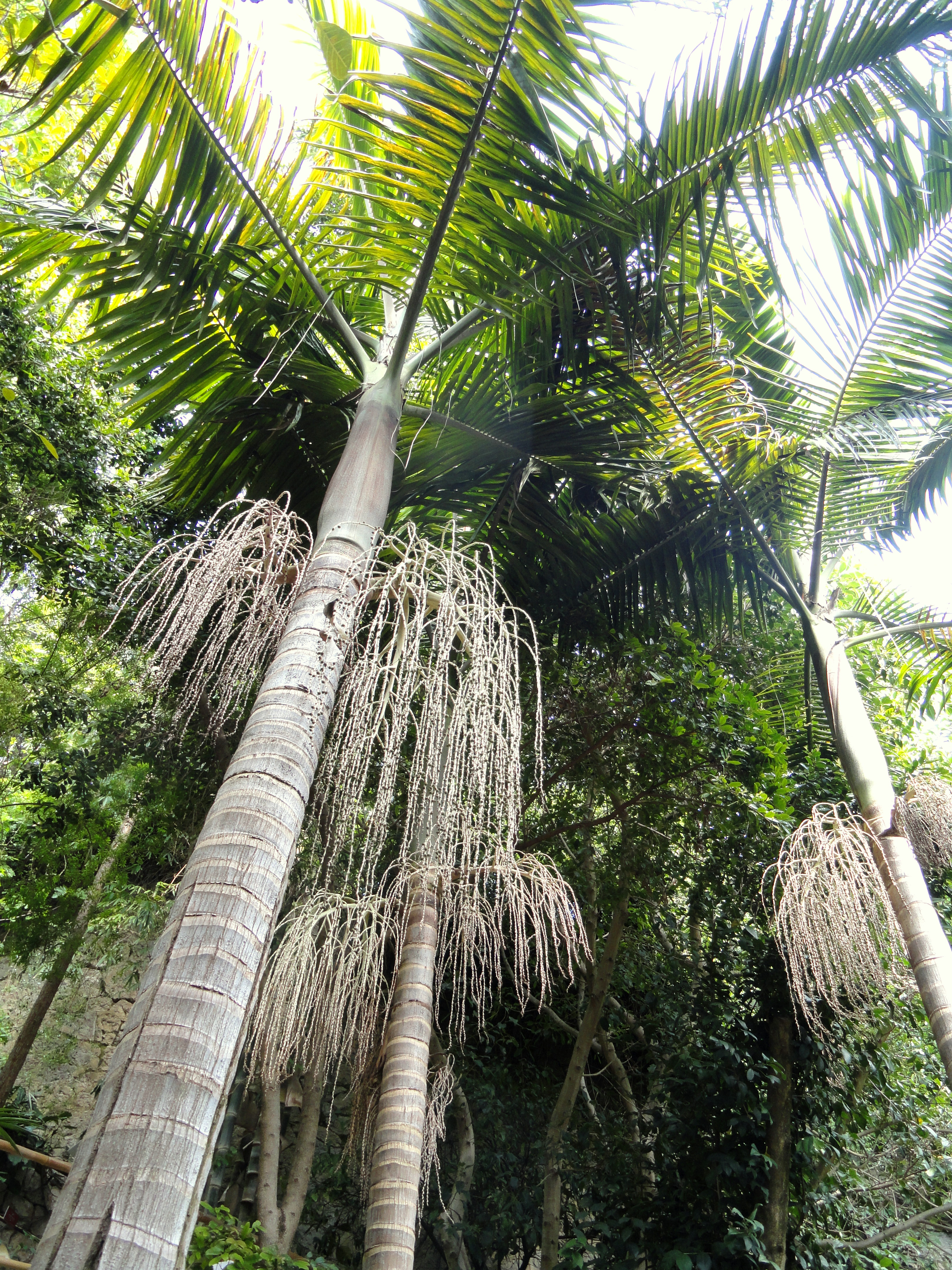